# Orde del Mèrit del Gran Ducat de Luxemburg
L'Orde del Mèrit del Gran Ducat de Luxemburg (en francès: Ordre de Mérite du Grand-Duché de Luxembourg; en alemany: Verdienstorden des Großherzogtums Luxemburg) és un ordre honorífic distingit de Luxemburg. Va ser instituït el 23 de gener de 1961 per la Gran Duquessa Carlota. El Gran Mestre de l'Orde és el Gran Duc de Luxemburg. A més a més dels cinc graus, existeix una medalla daurada que també pot ser atorgada.

## Graus
Actualment consta de 5 graus i una medalla: 
- Gran Creu
- Gran Oficial
- Comandant
- Oficial
- Cavaller
  - Medalla

| Cintes    | Cintes       | Cintes    | Cintes  | Cintes   |
| --------- | ------------ | --------- | ------- | -------- |
| Gran Creu | Gran Oficial | Comandant | Oficial | Cavaller |

## Membres
Els membres de l'Orde del Mèrit de Luxemburg són els següents: 
Gran Creu
- Antonis Chatzidakis, ex director general de l'OTAN
- Gabriele Albertini, polític italià
- Boutros Boutros-Ghali, ex secretari general de Nacions Unides
- Jos Chabert, vicepresident del Parlament de Brussel·les
- Konstantin Zhigalov, Viceministre d'Afers Exteriors del Kazakhstan
- Astrid Lulling, membre del Parlament Europeu de Luxemburg
- John L Murray, President del Tribunal Suprem d'Irlanda

Gran Oficial
- Wesley Clark, ex comandant suprem aliat
- Tommy Koh, ambaixador de Singapur en missió especial, professor i diplomàtic
- Nikolaos van Dam, ambaixador neerlandès a Indonèsia
- Jean-Marie Leblanc, ex director del Tour de França
- Mikis Theodorakis, compositor de la música
- Joseph Weyland, representant permanent de Luxemburg davant l'OTAN
- James G. Stavridis, Comandant Suprem Aliat d'Europa
- José Lello, Membre del Parlament de Portugal, ex president de l'OTAN

Comandant
- Vicky Leandros, cantant internacional grega
- Thomas Schaidhammer, coronel de l'Exèrcit dels Estats Units, agregat a Berlín
- Svend Aage-Nielsen, empresari danès
- Carl Christian Nielsen, empresari danès
- Erik Ader, ambaixador neerlandès a Noruega
- Michel Carpentier, director general de la Comissió Europea
- Robert Engels, ambaixador holandès a Finlàndia
- Barend ter Haar, diplomàtic neerlandès
- Pascal Lamy, Comissari europeu
- Gilbert Renault, heroi de la resistència francesa
- Simon Wiesenthal, perseguidor de nazis
- Gerald Newton, professor d'alemany a la Universitat de Sheffield
- Michel Monnier, diplomàtic francès
- Wicher Wildeboer, ambaixador neerlandès a Cuba i Jamaica
- Marcel Glesener, diputat luxemburguès
- Eugène Berger, polític i alpinista

Oficial
- Alphonse Berns, Ambaixador de Luxemburg
- Jacques Devillers, ArcelorMittal - LCE - Cap de la presentació d'informes
- Gerard Druesne, director general de l'Institut Europeu de Relacions Públiques
- Nicolas Majerus, polític luxemburguès per al partit CSV i especialista del cor.
- Laurent Mosar, polític luxemburguès pel partit CSV
- Dante Bernabei, filòleg i químic luxemburguès

Cavaller
- Josy Linkels, pintor
- Fernand Roda, pintor
- Jean-Claude Schlim
- Marianne Majerus, fotògraf anglo-luxemburguès.
- Marie-Josée Stark
- Carlo Hartmann, baríton luxemburguès.